# 昂格勒尔
昂格勒尔（法語：Angleur，法語發音：[ɑ̃ɡlœʁ]）是比利时列日省列日的片区。昂格勒尔原为一独立市镇，1977年1月1日，昂格勒尔与列日和邻近的7个市镇外加属于市镇乌格雷的街区斯克莱桑合并，组成了今天的列日市镇，昂格勒尔成为了列日的一个片区。